# Муциан Руф, Конрад
Конрад Муциан Руф (нем. Konrad Mutian; прозванный Rufus, Рыжий; 15 октября 1470, Хомберг (Эфце) — 30 марта 1526, Гота) — германский учёный-гуманист, философ, известный в том числе благодаря своей переписке со многими выдающимися современниками и как автор эпиграмм. Прозвище Руф получил из-за рыжего цвета волос.
Родился в богатой семье, но рано осиротел. В юности отправился в Девентер, где получил образование в школе Гегиуса, в 1486 году поступил в Эрфуртский университет, в 1488 году получил там степень бакалавра, а в 1492 году магистра. С 1496 по 1502 год жил в Италии, куда отправился из Майнца и где изучал право; в 1498 году получил степень доктора канонического права в Болонье, изучал право также в Падуе, Флоренции, Венеции и Риме; во время жизни в Италии свёл знакомство со многими итальянскими гуманистами и тогда же заинтересовался идеями неоплатонизма. В 1502 году вернулся в Германию, непродолжительное время жил в Гессене, в 1504 году стал каноником в Готе, где жил в скромных материальных условиях и вскоре стал критиковать существующую церковную иерархию. В 1505 году основал совместно с другими местными гуманистами литературный кружок.
Принципиально не издавал своих сочинений для более широких кругов, но считался одним из наиболее разносторонних учёных своего времени и пользовался большим влиянием как глава союза гуманистов, к которому принадлежали Эобан Гесс, Крот Рубиан, Юстус Йонас и другие. Во время рейхлиновского спора из этого круга вышли знаменитые «Письма тёмных людей» (лат. Epistolae obscurorum virorum), но Муцин выступил в споре будучи уже колеблющимся между партиями.
Был известен своими обширными познаниями в области античной литературы и как философ стремился примирить античную философию и христианское богословие. Как и Эразм Роттердамский, постепенно отстранился от Реформации, хотя в целом ряде источников называется одним из её «предвестников». Умер в нужде, обеднев во время крестьянских беспорядков.